# إمي نتيارت
إمي نتيارت هي جماعة قروية في إقليم تارودانت بجهة سوس ماسة جنوب المغرب. وهي تضم 1164 نسمة، حسب الإحصاء العام للسكان والسكنى لسنة 2014. 
وبالتالي فهي أصغر جماعة قروية في إقليم تارودانت من حيث عدد السكان، لكن دواويرها غير مجتمعة، وهي منتشرة على مساحة كبيرة.

## دواوير الجماعة
دوار إورياك 
- دوار اكرضان
- دوار بركن
- دوار إموناريم
- دوار أكوز
- دوار تكنزا
- دوار إفكيس
- دوار أيت إعزا
- دوار توريرت
- دوار أصولي
- دوار أكني
- دوار إغير إداوليميت
- دوار تمجوط
- دوار تلوى
- دوار تكاديرت
- دوار تنزاكين
- دوار إسكان
- دوار معمور
- دوار افرني
- دوار تزيرت
- دوار ايسلان
- دوار تليلين
- دوار تلات
- دوار تيزي
- دوار أيت إيبورك
- دوار أنزور

## التعليم
قائمة المؤسسات التعليمية في جماعة إمي نتيارت:
- مجموعة مدارس بركن (المركزية: بركن / الوحدات: اكركا - اسكان - اداولميت - إموناريم - تمدا نكرضان - إفكيس)
- مجموعة مدارس امحند النضيفي (المركزية: توريرت / الوحدات: امري - تزيرت - اورياك - اكوز - تيزغت)

## الصحة
- المركز الصحي القروي من المستوى الأول بركن

## النقل والطرق
- تبعد المسافة بين مركز جماعة إمي نتيارت ومدينة تارودانت 80 كلم، مرورا بمدينة أيت يعزة وبمركز جماعة توغمرت. الطريق معبدة لكنها تستغرق ساعتان من السياقة لكثرة المنعرجات بها
- الطريق الرابطة بين مركز جماعة إمي نتيارت ودواوير بركن - إموناريم - أكوزهي طريق غير معبدة

## الاقتصاد
- منجم النحاس

## السياحة
- واحة إداولميت
- أسيف الاون ( بركن)